# 1/2 falta
½ falta è una telenovela argentina diretta da Fernando Espinoza e Alejandro Ibáñez e prodotta da Pol-ka Producciones nel 2005.
I protagonisti sono Gabriela Toscano e Federico D'Elía. Gli autori della serie sono Pablo Lago e Susana Cardozo.

## Trama
Vida Juárez, docente chiamata per una supplenza in una scuola secondaria pubblica, sostituirà Manuela nelle materie di letteratura e lingue. Sarà responsabile di un corso composto da ragazzi nel periodo dell'adolescenza. Gli alunni della Juárez però hanno diversi problemi: dai tossicodipendenti a coloro che devono badare ai propri fratelli, fino a coloro che hanno un genitore in carcere o sono orfani. Però, Vida non ha mai insegnato prima e quindi trova difficoltà a comunicare con i suoi alunni, in particolare con Miguel, un ragazzo scontroso conosciuto al suo primo giorno di lavoro quando l'alunno attaccò l'insegnante.
Nelle sue lezioni, la professoressa insegnerà che con la violenza non si risolve niente. Questa opportunità gli permette di conoscere il padre di Bruno, Remo, di cui si innamora.

## Produzione
La telenovela è stata confermata qualche mese prima della sua uscita. Inizialmente, il titolo previsto era "Mi segundo hogar" ma poi si decise per quello attuale. In un'intervista del giugno 2005, gli autori Lago e Cardozo hanno dichiarato che la serie vuole riflettere sul malessere dei ragazzi argentini sulla scuola pubblica.
La prima trasmissione è avvenuta su Canal 13 il 7 giugno 2005 con un punteggio di 13.6 di rating. Nel dicembre del 2005 cambia d'orario, ricevendo uno share maggiore rispetto alle puntate precedenti. L'ultimo capitolo, trasmesso il 16 gennaio 2006, ha ottenuto 8 punti.

## Distribuzioni internazionali
| Paese     | Canale/i       |
| --------- | -------------- |
| Argentina | Canal 13       |
| Spagna    | Veo Televisión |
| Israele   |                |